# Meniscium fendleri
Meniscium fendleri là một loài dương xỉ trong họ Thelypteridaceae. Loài này được Eat. mô tả khoa học đầu tiên năm 1878.
Danh pháp khoa học của loài này chưa được làm sáng tỏ. 